# 徳島県南部健康運動公園
徳島県南部健康運動公園（とくしまけんなんぶけんこううんどうこうえん）は、徳島県南部の阿南市桑野町・山口町に位置する運動公園。コンセプトは「子どもからお年寄りまで気軽にスポーツを楽しめる施設」。

レクリエーション、防災、ユニバーサルデザインに力を入れている。光の八十八ヶ所めぐり選定。

## 施設

### JAアグリあなんテニスコート
- 対応競技 軟式、硬式テニスの公式戦
- コート数 8面
- 全面積 約3,000 m2
- コート長さ 縦23.7 m、横10.97 m
- 地面 砂入り人工芝
- ナイター照明 有
- 観客席 有
- 供用時間 午前8時30分〜午後5時（照明利用時午後10時まで）
- 照明利用期間 4月1日〜10月31日
- 定休日 火曜日（祝日の場合翌日）、年末年始（12月31日〜1月3日）
- 問い合せ先 公園管理事務所

### 多目的広場
- 対応競技 グラウンドゴルフ、ゲートボールの練習・大会会場
- 面積 約5,600 m2
- 地面 細かく砕いた樹皮を混合した土

災害対策用ヘリコプターの離着陸に対応しており、南海地震や大型台風時などの活動拠点として、「県南地域の防災計画上重要な施設」として県の広域防災活動計画の中でも重視されている。

### JAアグリあなんキッズ広場（遊具広場）
- 施設 大型複合遊具（ローラー滑り台）、ネットトンネル（県内最大級）3本、バスケットゴール5基、健康器具5台、休憩ベンチ
- 面積 約4,700 m2

大型複合遊具のモチーフはタヌキであり、「たぬポンランド」として子供から大人まで家族で楽しめる施設が芝生上に配置されている。

### 管理棟
- 施設 シャワー室（有料）、会議室（60人収容）
- 用途 施設管理、利用者の休憩場所、ミーティングルーム

ユニバーサルデザインが追求され車椅子対応エレベータが採用されている。また公園内の全トイレは男女ともにチャイルドシートを備えた仕様となっている。

### 駐車場
- 第1駐車場
- 第2駐車場
- 第3駐車場

### その他

#### 緑のリサイクル施設
以下は工事発注前公告時の建通新聞2008年7月4日記事による。
- 概要 公園内の植栽を維持管理する際に発生した伐採材などをリサイクルし肥料にする施設。
- 規模 鉄骨平屋約160 m2
- 場所 野球場南隣か

同所のフェンスは、野球場を見やすくするために観客席のフェンスを張り替えた際に取り外したものが流用されている。
このほか、南海地震等の地震予知研究のための観測施設が設置されている。
競技施設（多目的広場・管理棟含む）は阿南市が管理、競技施設以外（遊具広場、散策路など）は徳島県が管理している。

### 整備中の施設
全施設の完成時期は2012年度の予定だが遅れる模様。
- ソフトボール球場
- アーチェリー場

構想
未供用部分も含めた総面積は約70ha。この70haは第1期計画であり、隣接して第2期計画（50-60ha）も実施するとしていた。しかしその後の報道や発表では第2期に関する説明は出ていない。

## 特徴

### しだれ桜"日本一の景勝地"へ
2005年頃、公園の周囲を桜で埋め尽くそうと園内周囲傾斜面にはしだれ桜が1,500本が地元住民により植栽されており、将来の「日本一の名勝地」を目指して地域の期待とともに育てられつつある。
このほか2007年5月13日に県は、県施設第4となるアドプト・プログラムを地元婦人会と締結。アグリあなんスタジアム（野球場）前の花壇の維持管理が行われている。

### どんぐりプロジェクト
徳島県南部総合県民局では2005年より企業や学校と共に、開発で失われた緑を取り戻そうと、地域の針葉樹から集めたドングリを育てて苗にし、植樹によって環境保全を図ろうというどんぐりプロジェクトをボランティアとしてゼロ予算で行っている。2007年10月23日時点で7万個の種子を収集し3万5千個が苗として育ち、2008年度には緑化活動を支援する特定非営利活動法人瀬戸内オリーブ基金から100万円の助成金を受ける予定。
2007年10月23日には同取り組みとして、当運動公園敷地において知事をはじめ企業従業員や小学生ら約270人が約1,000 m2にクヌギやアカガシなど10種類約4,000本の植樹を行った。既に同事業で那賀町内に植樹されている約6,000本と合わせ、これで徳島県南部において計約10,000本がゼロ予算で緑化されたことになる。
またアグリあなんスタジアム（野球場）開園前の2007年3月4日には、地元小学生や飯泉嘉門知事らがバットの素材にもなるマルバアオダモの苗木などを植樹している。

### 修景池とアイガモ
アグリあなんスタジアム（野球場）入口ゲート横の修景池（約2,300m2）では、2007年7月14日からアイガモが6羽暮らしている。これは徳島市の新町川水際公園で飼育されているファミリーにおいて同年5-6月に誕生したヒナが里親として引き取られたものである。これにより池が来園者の憩いの場となったとする。2008年3月には阿南市那賀川町の平島上保育所が統合するのに伴い、飼育されていた2羽のカモが新たに池に移された。

## 歴史
- 1993年2月22日 徳島県が計画発表[5]
- 1999年12月24日 都市計画決定
- 2007年3月19日 野球場の愛称命名権売却先を募集開始
- 2007年4月27日 野球場の愛称命名権売却先が発表、「アグリあなんスタジアム」に[17]。
- 2007年5月13日 県と地元団体がアドプト・プログラム[9]締結式
- 2007年5月20日 アグリあなんスタジアム（野球場）が先行開園
- 2007年7月14日 修景池にてアイガモが飼われる
- 2007年10月19日 国土交通省の地域自立・活性化交付金事業「徳島県東部地域スポーツ王国づくり」の拠点施設に選定
- 2007年10月23日 どんぐりプロジェクトによる大規模な植樹
- 2008年7月16日 多目的広場、遊具広場、管理棟、南東部散策路（約500m）が完成（夏休みに配慮し8月から早める）
- 2008年8月11日 県のLEDバレイ構想推進協議会はLEDのある名所「光の八十八ヵ所」として当公園を選定。入口広場、遊具コーナーにLED照明灯が設置されているため。[18]
- 2009年9月29日 陸上自衛隊が当公園も拠点として南海地震等を想定した災害対処訓練を実施[19]
- 2009年10月30日 テニスコート全8面のうちA〜Dの4面の供用開始式。午後3時より一般利用開始
- 2011年3月 円形多目的広場 完成
- 2012年12月 テニスコート残り4面 完成
- 2015年7月 屋内多目的施設(あななんアリーナ) 完成
- 2021年3月 陸上競技場 完成

## 備考
園内道路の制限速度は20 km/hに規制されている。
ニホンマムシ、イノシシ及びスズメバチと遭遇した際の対処法が書かれた看板が設置されている。さらに2008年7月、徳島県立富岡東高等学校生が迫力のある蛇や蜂の絵を描いた看板が設置され利用者に好評である。
工事に伴い桑野谷遺跡が発掘され、平安時代の遺物を確認。同時代の寺院や役所が近辺に存在した可能性が考えられている。
徳島県美馬郡にも同様の「徳島県西部運動公園」（仮称）を造成する構想がある。

## 交通
阿南市のほぼ中央に位置。
車
- 徳島津田インターチェンジから：約26 km・約40分
- 徳島市から　国道55号を南下→小松島市大林町・大林北交差点を県道130号へ→阿南市上中町南島で県道24号へ→阿南市桑野町で国道195号へ入り1 km。

- 公園内駐車場 収容台数：326台
- 同公園の多目的広場が駐車場として利用されることも。
- 公園周辺に臨時駐車場とシャトルバスが設けられることも。

鉄道
- JR牟岐線・桑野駅から：徒歩2 km・約25分
- 駅からバスに乗り換えでは1停留所区間

バス
- 徳島バス「内田東」停留所

## 近隣の同様の施設
- 桑野グラウンド
- 新野グラウンド
- 鷲敷グラウンド
- 阿南市南部ふるさとふれあい運動公園

## 周辺
- 桑野駅
- ローソン阿南桑野店
- 道の駅わじき
- 平等寺（四国八十八箇所第22番、阿南室戸歴史文化道）
- 月夜御水庵（平等寺奥の院）
- 太龍寺（四国八十八箇所第21番、阿南室戸歴史文化道）
- 太龍寺ロープウェイ
- わじき温泉
- エキサイティング・サマー・イン・ワジキ
- 明谷梅林
- お松大権現
- 津峯スカイライン
- 北の脇海水浴場
- 福井ダム公園
- Waンダーランド
- 桑野川
- 那賀川
- 橘湾